# Spielvereinigung Greuther Fürth 1999-2000
Questa voce raccoglie le informazioni riguardanti il Spielvereinigung Greuther Fürth nelle competizioni ufficiali della stagione 1999-2000.

## Stagione
Nella stagione 1999-2000 il Greuther Fürth, allenato da Benno Möhlmann, concluse il campionato di 2. Bundesliga al 7º posto. In Coppa di Germania il Greuther Fürth fu eliminato al terzo turno dall'Hansa Rostock.

## Rosa
| N. |                      | Ruolo | Calciatore         |
| -- | -------------------- | ----- | ------------------ |
| 1  | Germania (bandiera)  | P     | Günther Reichold   |
| 4  | Germania (bandiera)  | D     | Oliver Schmidt     |
| 5  | Rep. Ceca (bandiera) | D     | Petr Škarabela     |
| 6  | Germania (bandiera)  | C     | Mirko Reichel      |
| 9  | Germania (bandiera)  | A     | Frank Türr         |
| 10 | Ghana (bandiera)     | C     | Nii Lamptey        |
| 11 | Rep. Ceca (bandiera) | C     | Petr Ruman         |
| 13 | Germania (bandiera)  | A     | Carsten Klee       |
| 14 | Germania (bandiera)  | D     | Domenico Sbordone  |
| 15 | Germania (bandiera)  | C     | Daniel Felgenhauer |
| 16 | Germania (bandiera)  | C     | Mathias Surmann    |

| N. |                     | Ruolo | Calciatore            |
| -- | ------------------- | ----- | --------------------- |
| 20 | Marocco (bandiera)  | C     | Rachid Azzouzi        |
| 21 | Germania (bandiera) | P     | Mathias Hain          |
| 22 | Serbia (bandiera)   | C     | Živojin Juškić        |
| 23 | Germania (bandiera) | C     | Christian Hassa       |
| 29 | Serbia (bandiera)   | A     | Konstantin Ognjanovic |
| 30 | Tunisia (bandiera)  | A     | Faouzi Rouissi        |
| 17 | Germania (bandiera) | D     | Florian Hube          |
| 7  | Germania (bandiera) | D     | Martin Meichelbeck    |
| 12 | Nigeria (bandiera)  | C     | Henry Onwuzuruike     |
| 26 | Germania (bandiera) | C     | Ingo Walther          |
| 19 | Germania (bandiera) | A     | Nico Patschinski      |

## Organigramma societario
Area tecnica
- Allenatore: Benno Möhlmann
- Allenatore in seconda: Paul Hesselbach
- Preparatore dei portieri:
- Preparatori atletici:

## Calciomercato

### Sessione estiva
| Acquisti | Acquisti          | Acquisti               | Acquisti |
| R.       | Nome              | da                     | Modalità |
| -------- | ----------------- | ---------------------- | -------- |
| P        | Mathias Hain      | Eintracht Braunschweig |          |
| C        | Živojin Juškić    | Norimberga             |          |
| C        | Nii Lamptey       | União Leiria           |          |
| C        | Henry Onwuzuruike | Heerenveen             |          |
| A        | Nico Patschinski  | Dinamo Dresda          |          |
| D        | Roger Prinzen     | Austria Lustenau       |          |
| A        | Faouzi Rouissi    | Club Africain          |          |
| C        | Petr Ruman        | Baník Ostrava          |          |
| C        | Ingo Walther      | Plauen                 |          |
| C        | Vladimir Yonkov   | Lokomotiv Sofia        |          |

| Cessioni | Cessioni         | Cessioni            | Cessioni |
| R.       | Nome             | a                   | Modalità |
| -------- | ---------------- | ------------------- | -------- |
| D        | Martin Forkel    | Borussia Fulda      |          |
| C        | Christian Möckel | Norimberga          |          |
| D        | Dieter Probst    | SpVgg Stegaurach    |          |
| D        | Janos Radoki     | Ulma                |          |
| A        | Arie van Lent    | Borussia M'gladbach |          |
| C        | Holger Wohland   | Pfullendorf         |          |

### Sessione invernale
| Acquisti | Acquisti | Acquisti | Acquisti |
| R.       | Nome     | da       | Modalità |
| -------- | -------- | -------- | -------- |

| Cessioni | Cessioni        | Cessioni         | Cessioni |
| R.       | Nome            | a                | Modalità |
| -------- | --------------- | ---------------- | -------- |
| D        | Roger Prinzen   | Austria Lustenau |          |
| P        | Ronny Teuber    | Colonia          |          |
| C        | Vladimir Yonkov | Lokomotiv Sofia  |          |

## Risultati

### 2. Bundesliga

#### Girone di andata
| Amburgo 13 agosto 1999, ore 19:00 CEST 1ª giornata | St. Pauli | 0 – 0 referto | Greuther Fürth | Millerntor-Stadion (16 049 spett.)\| Arbitro: \| Kinhöfer \| |
| Arbitro:                                           | Kinhöfer  |               |                |                                                              |

| Fürth 20 agosto 1999, ore 19:00 CEST 2ª giornata | Greuther Fürth | 0 – 0 referto | Colonia | Playmobil-Stadion (11 153 spett.)\| Arbitro: \| Wagner \| |
| Arbitro:                                         | Wagner         |               |         |                                                           |

| Arbitro: | Milic |

|                                  |           |                                           |
| Vier 3’, 14’ Lipinski 28’ (rig.) | Marcatori | 45’ Türr 56’, 70’ Lamptey 75’ Meichelbeck |

| Arbitro: | Lange |

|          |           |  |
| Türr 81’ | Marcatori |  |

| Fürth 19 settembre 1999, ore 15:00 CEST 5ª giornata | Greuther Fürth | 0 – 0 referto | Kickers Stoccarda | Playmobil-Stadion (6 598 spett.)\| Arbitro: \| Schütz \| |
| Arbitro:                                            | Schütz         |               |                   |                                                          |

| Arbitro: | Gagelmann |

|           |           |                              |
| Weber 66’ | Marcatori | 12’ Sbordone 64’ Meichelbeck |

| Arbitro: | Kreyer |

|                         |           |  |
| Reichel 14’ Walther 33’ | Marcatori |  |

| Arbitro: | Kircher |

|                                 |           |  |
| Witeczek 49’ Polster 90’ (rig.) | Marcatori |  |

| Fürth 24 ottobre 1999, ore 15:00 CEST 9ª giornata | Greuther Fürth | 0 – 0 referto | Waldhof Mannheim | Playmobil-Stadion (6 250 spett.)\| Arbitro: \| Frank \| |
| Arbitro:                                          | Frank          |               |                  |                                                         |

| Arbitro: | Weber |

|              |           |  |
| Kolinger 80’ | Marcatori |  |

| Fürth 7 novembre 1999, ore 15:00 CET 11ª giornata | Greuther Fürth | 0 – 0 referto | Fortuna Colonia | Playmobil-Stadion (5 500 spett.)\| Arbitro: \| Haupt \| |
| Arbitro:                                          | Haupt          |               |                 |                                                         |

| Arbitro: | Wezel |

|                |           |  |
| Herzberger 71’ | Marcatori |  |

| Arbitro: | Merk |

|          |           |            |
| Klee 20’ | Marcatori | 55’ Hobsch |

| Arbitro: | Gettke |

|                                                         |           |  |
| Bittermann 3’ Dittgen 27’ Skela 30’ Weber 63’ König 65’ | Marcatori |  |

| Fürth 10 dicembre 1999, ore 19:00 CET 15ª giornata | Greuther Fürth | 0 – 0 referto | Hannover 96 | Playmobil-Stadion (4 180 spett.)\| Arbitro: \| Werthmann \| |
| Arbitro:                                           | Werthmann      |               |             |                                                             |

| Arbitro: | Hilmes |

|  |           |                 |
|  | Marcatori | 35’ Felgenhauer |

| Arbitro: | Schößling |

|                |           |                     |
| Meichelbeck 9’ | Marcatori | 37’ (aut.) Sbordone |

#### Girone di ritorno
| Fürth 13 febbraio 2000, ore 15:00 CET 18ª giornata | Greuther Fürth | 0 – 0 referto | St. Pauli | Playmobil-Stadion (5 000 spett.)\| Arbitro: \| Milic \| |
| Arbitro:                                           | Milic          |               |           |                                                         |

| Arbitro: | Blumenstein |

|                                  |           |                               |
| Walther 26’ (aut.) Hauptmann 40’ | Marcatori | 66’ Meichelbeck 81’ Škarabela |

| Arbitro: | Kircher |

|  |           |          |
|  | Marcatori | 35’ Obad |

| Arbitro: | Keßler |

|                                    |           |                             |
| Labak 14’, 63’, 70’ Wawrzyczek 53’ | Marcatori | 17’ Schmidt 26’ Felgenhauer |

| Arbitro: | Scheppe |

|                      |           |                                                   |
| Škarabela 35’ (aut.) | Marcatori | 24’ Rouissi 27’, 58’ Reichel 43’ Klee 83’ Lamptey |

| Arbitro: | Anklam |

|                      |           |                        |
| Walther 26’ Türr 77’ | Marcatori | 16’ Bemben 35’ Baştürk |

| Arbitro: | Weiner |

|                                   |           |          |
| Ouakili 56’ Ćirić 69’ Tiffert 88’ | Marcatori | 81’ Türr |

| Arbitro: | Fröhlich |

|          |           |              |
| Klee 32’ | Marcatori | 53’ Witeczek |

| Arbitro: | Margenberg |

|                                  |           |                           |
| Protzel 8’ Pasieka 16’ Sebők 90’ | Marcatori | 48’, 86’ Türr 61’ Reichel |

| Arbitro: | Werthmann |

|          |           |          |
| Klee 34’ | Marcatori | 22’ Roth |

| Arbitro: | Schütz |

|  |           |               |
|  | Marcatori | 86’ Škarabela |

| Arbitro: | Scheppe |

|                      |           |  |
| Felgenhauer 42’, 67’ | Marcatori |  |

| Arbitro: | Hilmes |

|                  |           |                      |
| Driller 23’, 36’ | Marcatori | 32’ Reichel 38’ Türr |

| Arbitro: | Keßler |

|  |           |                 |
|  | Marcatori | 63’ Krupniković |

| Arbitro: | Werthmann |

|          |           |                           |
| Kreuz 7’ | Marcatori | 65’ Meichelbeck 89’ Ruman |

| Arbitro: | Blumenstein |

|                    |           |  |
| Türr 10’ Ruman 61’ | Marcatori |  |

| Arbitro: | Fröhlich |

|                          |           |                         |
| Lämmermann 37’ Diane 61’ | Marcatori | 56’ Reichel 77’ Lamptey |

### Coppa di Germania
| Arbitro: | Lange |

|            |           |                      |
| Hempel 78’ | Marcatori | 2’ Ruman 71’ Lamptey |

| Arbitro: | Kreyer |

|           |           |                           |
| Alkan 66’ | Marcatori | 23’ Yonkov 77’, 85’ Ruman |

| Arbitro: | Meyer |

|                 |           |                                             |
| Felgenhauer 53’ | Marcatori | 10’ Brand 27’ Baumgart 90’ (aut.) Škarabela |

## Statistiche

### Statistiche di squadra
| Competizione      | Punti | In casa | In casa | In casa | In casa | In casa | In casa | In trasferta | In trasferta | In trasferta | In trasferta | In trasferta | In trasferta | Totale | Totale | Totale | Totale | Totale | Totale | DR |
| Competizione      | Punti | G       | V       | N       | P       | Gf      | Gs      | G            | V            | N            | P            | Gf           | Gs           | G      | V      | N      | P      | Gf     | Gs     | DR |
| ----------------- | ----- | ------- | ------- | ------- | ------- | ------- | ------- | ------------ | ------------ | ------------ | ------------ | ------------ | ------------ | ------ | ------ | ------ | ------ | ------ | ------ | -- |
| 2. Bundesliga     | 46    | 17      | 4       | 11      | 2       | 13      | 8       | 17           | 6            | 5            | 6            | 27           | 31           | 34     | 10     | 16     | 8      | 40     | 39     | +1 |
| Coppa di Germania | -     | 1       | 0       | 0       | 1       | 1       | 3       | 2            | 2            | 0            | 0            | 5            | 2            | 3      | 2      | 0      | 1      | 6      | 5      | +1 |
| Totale            | 46    | 18      | 4       | 11      | 3       | 14      | 11      | 19           | 8            | 5            | 6            | 32           | 33           | 37     | 12     | 16     | 9      | 46     | 44     | +2 |

### Andamento in campionato
| Giornata  | 1  | 2  | 3 | 4 | 5 | 6 | 7 | 8 | 9 | 10 | 11 | 12 | 13 | 14 | 15 | 16 | 17 | 18 | 19 | 20 | 21 | 22 | 23 | 24 | 25 | 26 | 27 | 28 | 29 | 30 | 31 | 32 | 33 | 34 |
| --------- | -- | -- | - | - | - | - | - | - | - | -- | -- | -- | -- | -- | -- | -- | -- | -- | -- | -- | -- | -- | -- | -- | -- | -- | -- | -- | -- | -- | -- | -- | -- | -- |
| Luogo     | T  | C  | T | C | C | T | C | T | C | T  | C  | T  | C  | T  | C  | T  | C  | C  | T  | C  | T  | T  | C  | T  | C  | T  | C  | T  | C  | T  | C  | T  | C  | T  |
| Risultato | N  | N  | V | V | N | V | V | P | N | P  | N  | P  | N  | P  | N  | V  | N  | N  | N  | P  | P  | V  | N  | P  | N  | N  | N  | V  | V  | N  | P  | V  | V  | N  |
| Posizione | 10 | 12 | 7 | 5 | 7 | 5 | 1 | 5 | 6 | 7  | 7  | 9  | 7  | 10 | 10 | 10 | 9  | 10 | 10 | 12 | 12 | 11 | 12 | 12 | 12 | 13 | 13 | 11 | 11 | 11 | 12 | 10 | 7  | 7  |

Legenda:

Luogo: C = Casa; T = Trasferta. Risultato: V = Vittoria; N = Pareggio; P = Sconfitta.

### Statistiche dei giocatori
| Giocatore      | 2. Bundesliga | 2. Bundesliga | 2. Bundesliga | 2. Bundesliga | Coppa di Germania | Coppa di Germania | Coppa di Germania | Coppa di Germania | Totale   | Totale | Totale      | Totale     |
| Giocatore      | Presenze      | Reti          | Ammonizioni   | Espulsioni    | Presenze          | Reti              | Ammonizioni       | Espulsioni        | Presenze | Reti   | Ammonizioni | Espulsioni |
| -------------- | ------------- | ------------- | ------------- | ------------- | ----------------- | ----------------- | ----------------- | ----------------- | -------- | ------ | ----------- | ---------- |
| R. Azzouzi     | 21            | 0             | 7             | 0             | 2                 | 0                 | 0                 | 0                 | 23       | 0      | 7           | 0          |
| D. Felgenhauer | 32            | 4             | 1             | 0             | 3                 | 1                 | 0                 | 0                 | 35       | 5      | 1           | 0          |
| M. Hain        | 12            | 0             | 1             | 0             | 1                 | 0                 | 0                 | 0                 | 13       | 0      | 1           | 0          |
| C. Hassa       | 34            | 0             | 2             | 0             | 3                 | 0                 | 0                 | 0                 | 37       | 0      | 2           | 0          |
| F. Hube        | 6             | 0             | 0             | 0             | 2                 | 0                 | 0                 | 0                 | 8        | 0      | 0           | 0          |
| Ž. Juškić      | 10            | 0             | 6             | 0             | 0                 | 0                 | 0                 | 0                 | 10       | 0      | 6           | 0          |
| C. Klee        | 25            | 4             | 2             | 1             | 0                 | 0                 | 0                 | 0                 | 25       | 4      | 2           | 1          |
| N. Lamptey     | 22            | 4             | 1             | 0             | 3                 | 1                 | 0                 | 0                 | 25       | 5      | 1           | 0          |
| M. Meichelbeck | 29            | 5             | 4             | 0             | 2                 | 0                 | 0                 | 0                 | 31       | 5      | 4           | 0          |
| K. Ognjanovic  | 1             | 0             | 0             | 0             | 0                 | 0                 | 0                 | 0                 | 1        | 0      | 0           | 0          |
| H. Onwuzuruike | 11            | 0             | 2             | 1             | 0                 | 0                 | 0                 | 0                 | 11       | 0      | 2           | 1          |
| N. Patschinski | 10            | 0             | 0             | 1             | 3                 | 0                 | 1                 | 0                 | 13       | 0      | 1           | 1          |
| R. Prinzen     | 4             | 0             | 0             | 0             | 2                 | 0                 | 0                 | 0                 | 6        | 0      | 0           | 0          |
| M. Reichel     | 31            | 6             | 5             | 0             | 3                 | 0                 | 0                 | 0                 | 34       | 6      | 5           | 0          |
| G. Reichold    | 23            | 0             | 1             | 0             | 1                 | 0                 | 0                 | 0                 | 24       | 0      | 1           | 0          |
| F. Rouissi     | 15            | 1             | 2             | 0             | 0                 | 0                 | 0                 | 0                 | 15       | 1      | 2           | 0          |
| P. Ruman       | 28            | 2             | 2             | 0             | 3                 | 3                 | 1                 | 0                 | 31       | 5      | 3           | 0          |
| D. Sbordone    | 22            | 1             | 4             | 1             | 3                 | 0                 | 0                 | 0                 | 25       | 1      | 4           | 1          |
| O. Schmidt     | 16            | 1             | 2             | 0             | 1                 | 0                 | 0                 | 0                 | 17       | 1      | 2           | 0          |
| M. Surmann     | 27            | 0             | 2             | 0             | 0                 | 0                 | 0                 | 0                 | 27       | 0      | 2           | 0          |
| R. Teuber      | 0             | 0             | 0             | 0             | 2                 | 0                 | 0                 | 0                 | 2        | 0      | 0           | 0          |
| F. Türr        | 29            | 8             | 0             | 0             | 2                 | 0                 | 0                 | 0                 | 31       | 8      | 0           | 0          |
| I. Walther     | 25            | 2             | 6             | 0             | 2                 | 0                 | 0                 | 0                 | 27       | 2      | 6           | 0          |
| V. Yonkov      | 10            | 0             | 2             | 0             | 3                 | 1                 | 0                 | 0                 | 13       | 1      | 2           | 0          |
| P. Škarabela   | 32            | 2             | 6             | 0             | 1                 | 0                 | 0                 | 0                 | 33       | 2      | 6           | 0          |